# Episodi di Brandy & Mr. Whiskers (prima stagione)
La prima stagione della serie televisiva d'animazione Brandy & Mr. Whiskers è composta da 21 episodi, ciascuno suddiviso in due segmenti (tranne il tredicesimo episodio, unico e di un'ora e mezza). È stata trasmessa in prima visione negli Stati Uniti d'America su Disney Channel dal 21 agosto 2004 al 12 agosto 2005.
| nº | Titolo originale                                  | Titolo italiano                                                    | Prima TV USA      | Prima TV Italia |
| -- | ------------------------------------------------- | ------------------------------------------------------------------ | ----------------- | --------------- |
| 1  | Mr. Whiskers First Friend - The Babysitter's Flub | La prima amica di Mr. Whiskers - Un babysitter pasticcione         | 21 agosto 2004    |                 |
| 2  | Cyranosaurus Rex - To The Moon, Whiskers          | Cyranosaurus Rex - Stelle cadenti                                  | 21 agosto 2004    |                 |
| 3  | Lack of Brains vs. Brawns - The No Sleep Over     | Senza cervello contro muscoli - Il non pigiama party               | 21 agosto 2004    |                 |
| 4  | The Fashion Fascist - Happy Birthdays             | Il dittatore della moda - Doppio compleanno                        | 21 agosto 2004    |                 |
| 5  | Funky Bunny - The Going Bananas Republic          | Il coniglietto Funky - Whiskers presidente da niente               | 28 agosto 2004    |                 |
| 6  | Lame Boy - Taking Paws                            | Filetto o giochetto - Un giaguaro per amico                        | 4 settembre 2004  |                 |
| 7  | Skin of Eeeeeeeevill!!! - A Bunny on My Back      | Amici per... la pelle - Coniglietto per zainetto                   | 11 settembre 2004 |                 |
| 8  | Lucky Rabbit's Feet - Blind Ambition              | Zampette portafortuna - Ambizione cieca                            | 18 settembre 2004 |                 |
| 9  | Dear Diary - Less Than Hero                       | Caro diario - Eroe per caso                                        | 25 settembre 2004 |                 |
| 10 | Fim Flam Fever - Private Antics, Major Problems   | Febbre imbrogliona - Formiche alla riscossa                        | 2 ottobre 2004    |                 |
| 11 | The Curse of the Vampire Bat - The Monkey's Paw'  | La maledizione del pipistrello vampiro - Non aprite quella scatola | 29 ottobre 2004   |                 |
| 12 | A Tree Huggin' Bunny - The Big Game               | Eco Whiskers - La grande sfida                                     | 3 dicembre 2004   |                 |
| 13 | On Whiskers, on Lola, on Cheryl and Meryl         | Punti su Whiskers, Lola, oppure su Cheryl e Meryl?                 | 10 dicembre 2004  |                 |
| 14 | Pedigree, Schmedigree - The Howler Bunny          | Arriva Pedigree Schmedigree - Il coniglio che ulula alla luna      | 17 dicembre 2004  |                 |
| 15 | Bad Hare Day - Paw and Order                      | Brutta giornata per la lepre - Zampa e ordine                      | 4 febbraio 2005   |                 |
| 16 | One of a Kind - Believe in the Bunny              | Ognuno di loro è gentile - Chi crede nel coniglio?                 | 11 marzo 2005     |                 |
| 17 | Bad Brandy - Two Heads Are Not Better Than One    | La versione cattiva di Brandy - Due teste non sono meglio di una   | 22 aprile 2005    |                 |
| 18 | Trouble in Store - Payback                        | Pericolo nel negozio - L'ora di restituire                         | 27 maggio 2005    |                 |
| 19 | Mini Whiskers - Radio Free Bunny                  | Mini Whiskers - La radio gratuita del coniglio                     | 22 luglio 2005    |                 |
| 20 | The Show Must Go Wrong - Whiskers the Great       | Lo spettacolo può anche fermarsi - La cipolla sacra                | 29 luglio 2005    |                 |
| 21 | Freaky Tuesday - The Brain of My Existence        | Quel pazzo martedì - Il cervello della mia vita                    | 12 agosto 2005    |                 |